# نيفالدو لوران دا سيلفا
نيفالدو لوران دا سيلفا (بالبرتغالية: Nivaldo Lourenço da Silva‏) (28 سبتمبر 1975 في البرازيل – )؛ هو لاعب كرة قدم سابق كان يلعب كلاعب وسط.

## وصلات خارجية
- نيفالدو لوران دا سيلفا على موقع رابطة كرة القدم اليابانية للمحترفين (اليابانية)